# ロフタス・ヴァースフェルド・スタジアム
ロフタス・ヴァースフェルド・スタジアム（英語: Loftus Versfeld Stadium）は、南アフリカ共和国ハウテン州プレトリアにある球技場。

## 概要
スタジアム名の由来は、プレトリアでスポーツ団体の創設に尽力したロバート・オウエン・ロフタス・ヴァースフェルドの名前にちなむ。
ユナイテッドラグビーチャンピオンシップのブルズの本拠地としても使用される。また、ラグビーワールドカップ1995、2010 FIFAワールドカップの会場のひとつとして使用された。

## 歴史
1906年にスポーツ施設の一部としてオープン。1923年にはスタジアムが完成した。1928年にはオールブラックスとの試合を行うため更衣室を新設。1932年、ロフタス・ヴァースフェルドがこの地で死亡した時に同スタジアムの名称になった。

## 交通
メトロレールのLOFTUS VERSFELD PARK駅に隣接。プレトリア駅から所要9分。